# Javier Frelijj
Javier Andrés Frelijj Vásquez, más conocido como Javier Frelijj (Valparaíso, 28 de enero de 1991), es un jugador de balonmano chileno que juega de pívot. Es internacional con la selección de balonmano de Chile.
En 2015 debutó con Chile en un Campeonato Mundial de Balonmano.
En 2022 fichó por el Córdoba Balonmano.

## Palmarés internacional
| Juegos Panamericanos                      | Juegos Panamericanos | Juegos Panamericanos | Juegos Panamericanos |
| Año                                       | Lugar                | Medalla              |                      |
| ----------------------------------------- | -------------------- | -------------------- | -------------------- |
| 2015                                      | Toronto              | Medalla de bronce    |                      |
| 2019                                      | Lima                 | Medalla de plata     |                      |
| Campeonato Panamericano                   |                      |                      |                      |
| Año                                       | Lugar                | Medalla              |                      |
| 2016                                      | Argentina            | Medalla de plata     |                      |
| 2018                                      | Groenlandia          | Medalla de bronce    |                      |
| Campeonato Sudamericano y Centroamericano |                      |                      |                      |
| Año                                       | Lugar                | Medalla              |                      |
| 2022                                      | Brasil               | Medalla de bronce    |                      |
| Juegos Suramericanos                      |                      |                      |                      |
| Año                                       | Lugar                | Medalla              |                      |
| 2022                                      | Asunción             | Medalla de plata     |                      |